# Отто Ельфельдт
Отто Ельфельдт (нім. Otto Elfeldt; 10 жовтня 1895, Бад-Зюльце — 23 жовтня 1982, Бад-Швартау) — німецький воєначальник, генерал-лейтенант вермахту. Кавалер Німецького хреста в золоті.

## Біографія
Син районного лікаря і медичного радника Отто Августа Фрідріха Карла Людвіга Ельфельдта і його дружини Марі, Кароліни Берти Пауліни, уродженої Йоргес. Мав двох братів і сестру. 27 червня 1914 року вступив в Імперську армію. Учасник Першої світової війни. Після демобілізації армії залишений в рейхсвері. З 26 серпня 1939 року — командир 619-го артилерійського полку. З 25 жовтня 1939 року — офіцер артилерії в штабі групи армій «A». З 1 вересня 1940 року — офіцер для особливих доручень в штабі генерала артилерії при головнокомандувачі сухопутними військами. 20 жовтня 1942 року відправлений в резерв ОКГ. З 26 листопада 1942 по 12 листопада 1943 року — командир 302-ї піхотної, з 27 грудня 1943 року — 156-ї резервної, з 1 лютого 1944 року — 47-ї піхотної дивізії, з 30 липня 1944 року — 84-го армійського корпусу. Одночасно в серпні 1944 року командував 19-ю гренадерською дивізією. 20 серпня 1944 року взятий в полон британськими військами. В січні 1948 року звільнений.

## Сім'я
Одружився з Гертруд Прен. В пари народились 4 дітей.

## Звання
- Фанен-юнкер (27 червня 1914)
- Фанен-юнкер-єфрейтор (5 серпня 1914)
- Фанен-юнкер-унтерофіцер (4 жовтня 1914)
- Фенріх (30 жовтня 1914) — патент від 23 жовтня.
- Лейтенант без патенту (27 січня 1915) — 18 червня отримав патент.
- Оберлейтенант (1 лютого 1925)
- Гауптман (1 серпня 1929)
- Майор (1 вересня 1935)
- Оберстлейтенант (1 квітня 1938)
- Оберст (1 червня 1940)
- Генерал-майор (1 січня 1943)
- Генерал-лейтенант (8 серпня 1943)

## Нагороди
- Залізний хрест 2-го і 1-го класу
- Ганзейський Хрест (Гамбург)
- Хрест «За військові заслуги» (Мекленбург-Шверін) 2-го і 1-го класу
- Нагрудний знак «За поранення» в чорному
- Почесний хрест ветерана війни з мечами
- Медаль «За вислугу років у Вермахті» 4-го, 3-го, 2-го і 1-го класу (25 років)
- Застібка до Залізного хреста 2-го і 1-го класу
- Німецький хрест в золоті (17 листопада 1943)